# Agallia lineata
Agallia lineata är en insektsart som beskrevs av Henry Fairfield Osborn 1923. Agallia lineata ingår i släktet Agallia och familjen dvärgstritar. Inga underarter finns listade i Catalogue of Life.